# جوائز معرض الرياض الدولي للكتاب
أطلقت هيئة الأدب والنشر والترجمة السعودية في عام 2020 جوائز مالية سنوية للمبدعين في معرض الرياض الدولي للكتاب.

## النشأة
أنشأت هيئة الأدب والنشر والترجمة السعودية عام 2020 جوائز للمبدعين والباحثين في مجالات الأدب والثقافة والنشر في معرض الرياض الدولي للكتاب، ومن الأهداف الرئيسية للجائزة:
- تحفيز والشباب والأجيال السابقة على المشاركة والتفاعل في المعرض واقتناء الكتب التي تثري ثقافتهم.
- تشجيع وتمكين الابتكار في مجال النشر واستخدام التقنيات الجديدة.
- رفع مستوى الإبداع الثقافي في معرض الرياض الدولي حتى ينافس معارض الكتاب الدولية.[1]

## قيمة الجوائز
تبلغ قيمة الجوائز بمجموع كلي 300 ألف ريال سعودي، حيث تنقسم الجائزة إلى ثلاثة أقسام رئيسية، وكل قسم رئيسي ينقسم إلى فرعين أحدهما محلي والآخر عالمي، لتصبح قيمة كل جائزة فرعية 50 ألف ريال سعودي بالتساوي على جميع الفروع.

## فروع الجائزة
تنقسم الجائزة إلى ثلاثة أقسام رئيسية، وينقسم كل قسم رئيسي إلى فرعين؛ أحدهما محلي والآخر عالمي وهم:
- جائزة التميز بالنشر - مسار محلي ومسار عالمي.
- جائزة التميز بالنشر فئة الطفل - مسار محلي ومسار عالمي.
- جائزة النشر المتميز بالترجمة - مسار محلي ومسار عالمي.

## شروط الترشح
يشترط على المتقدم للجائزة أن يكون مشاركاً في معرض الرياض الدولي للكتاب، وألا يكون عليه أية مخالفات في حقوق الملكيّة الفكريّة وحقوق المؤلّف، وأن يقوم بإرفاق جميع النماذج المطلوبة بشكل صحيح وسليم وخالٍ من الأخطاء.

## الفائزون

### 2020
جوائز المعرض لسنة 2020 (تم تغيير الجوائز في الدورة التي تليها):
- جائزة الكاتب السعودي - مسار الأدب: عبد الله ناصر
- جائزة الكاتب السعودي - المعارف العامة: أحمد مشرف
- جائزة الكاتب السعودي - الجغرافيا والتاريخ: خالد الحميدي المطيري
- جائزة الكاتب السعودي - العلوم التطبيقية: الدكتور سليمان الجلعود
- جائزة الكاتب السعودي - العلوم الاجتماعية: الدكتورة الجوهرة بنت فهد بن خالد آل سعود
- جائزة ريادة الأعمال في صناعة النشر والمعلومات: "بوك تشينو"
- جائزة دار النشر - مسار الناشر المحلي: دار أثر
- جائزة دار النشر - مسار الناشر العربي: دار الساقي

### 2021
- جائزة التميز بالنشر - مسار محلي: دار تشكيل
- جائزة التميز بالنشر - مسار عالمي: دار جبل عمان ناشرون
- جائزة التميز بالنشر فئة الطفل - مسار محلي: دار رؤى العربية للنشر
- جائزة التميز بالنشر فئة الطفل - مسار عالمي: دار كلمات
- جائزة النشر المتميز بالترجمة - مسار محلي: دار مدارك[6]
- جائزة النشر المتميز بالترجمة - مسار عالمي: دار الرافدين.

### 2022
- جائزة التميز في النشر: دار تشكيل.
- جائزة التميز في النشر للأطفال: دار أصالة.
- جائزة النشر المتميز في الترجمة: مكتبة جرير.
- جائزة التميز في النشر الرقمي للمنصات الرقمية: دار مدارك.
- جائزة التميز في النشر للمحتوى السعودي: دار ملهمون.
- جائزة اختيار القراء: دار جدل.[7]

### 2023
- جائزة التميز في النشر: الدار العربية للعلوم ناشرون.
- جائزة التميز في النشر للأطفال: دار هدهد.
- جائزة النشر المتميز في الترجمة: دار صفصافة.
- جائزة التميز في النشر الرقمي للمنصات الرقمية: مجموعة تكوين المتحدة.
- جائزة التميز في النشر للمحتوى السعودي: دار أدب.[8]

### 2024
- جائزة التميز في النشر: مجموعة تكوين المتحدة للنشر والتوزيع.
- جائزة التميز في النشر للأطفال: دار جامعة حمد بن خليفة للنشر.
- جائزة النشر المتميز في الترجمة: دار عصير الكتب للنشر والتوزيع.
- جائزة التميز في النشر الرقمي للمنصات الرقمية: جبل عمان ناشرون.
- جائزة التميز في النشر للمحتوى السعودي: دار تأثير للنشر والتوزيع.[9]